# ليو يي (لاعب كرة قدم)
ليو يي (26 يناير 1997 بغوييانغ في الصين - ) هو لاعب كرة قدم صيني في مركز الوسط.

## وصلات خارجية
- ليو يي على موقع قاعدة بيانات كرة القدم.إي يو (الإنجليزية)
- ليو يي على موقع Soccerway.com (الإنجليزية)